# آذری‌های ایرانی
آذری‌های ایرانی (به ترکی آذربایجانی: ایران آذربایجانلیلاری، ایران آذریلَری)، جمعیت آذری بومی ایران، دومین گروه قومی پرجمعیت ایران پس از فارسی‌زبانان هستند که بیشتر در جهت شمال غربی کشور در حد فاصل غرب دریای مازندران تا دریاچه ارومیه جمعیت بیشینه را تشکیل می‌دهند. زبان مادری آذربایجانی‌ها، ترکی آذربایجانی که ترکی، آذری و آذربایجانی نیز نامیده می‌شود است و ساختاری شبیه به ترکی استانبولی اما با دستور زبانی نسبتاً متفاوت دارد. نیمی از آذری‌ها شهرنشین هستند که بزرگ‌ترین این شهرها به ترتیب تبریز، ارومیه، اردبیل، زنجان، همدان، خوی و مراغه است، افزون‌بر این نزدیک یک سوم از جمعیت تهران را نیز شامل می‌شوند، آذری‌ها به گونه اقلیت‌های قابل توجهی در شهرهایی مانند همدان، قزوین و کرج نیز سکونت دارند. سبک زندگی‌شان با دیگر اقوام ایرانی فرقی ندارد. همچنین در میان قشرها طبقات بالایشان ازدواج‌های مختلط قابل توجهی با دیگر اقوام وجود دارد. تفاوت قابل ملاحظه‌ای در آداب و رسوم میان روستانشینان آذری با روستاهای فارسی‌زبان به نظر نمی‌رسد. بیشتر جمعیت آذری‌ها مسلمان شیعه هستند و اسلام شیعی بدست آن‌ها در سراسر ایران در زمان صفویان بنیان گذاشته شد. اتنولوگ جمعیت گویشوران زبان ترکی آذربایجانی در ایران را در سال ۲۰۱۶ میلادی ۱۰٬۹۰۰٬۰۰۰ نفر برشمرده است و گسترش آن را در شمال غربی و مرکز ایران می‌داند.

## تاریخ
آذربایجان یکی از مهم‌ترین مراکز تحولات سیاسی در تاریخ پس از اسلام و به ویژه پس از تضعیف حکومت مغول‌ها بر ایران بوده‌است. مردمان آذربایجان عموماً ترکیب بازماندگان مردم قدیمی تر که به زبان‌های ایرانی سخن می‌گفتند و به‌طور جزئی هنوز در منطقه حضور دارند با مردم مهاجر ترک هستند. مهاجرت عظیم ترکان اغوز در قرون یازدهم و دوازدهم میلادی به تدریج آذربایجان را نیز چون آناتولی ترکیزه کرد. ترکان آذری شیعه‌اند و بنیان‌گذار سلسلهٔ صفوی. یکجا نشینند گرچه در استپ مغان چوپانانی از آنان حضور دارند به نام ائل سون (قبلاً: شاهسون) به‌شمار حدوداً ۱۰۰۰۰۰ تن؛ آنان نیز چون دیگر عشایر ایران در دورهٔ رضا شاه مجبور به زندگی یکجانشینی شدند. بیشتر آذربایجانی‌ها خود را ترک می‌دانند و به آن‌ها ترک گفته می‌شود ولی بر هویت ایرانی خود که نه تنها توسط پیوند دینی -شیعه بودن برخلاف ترکان سنی آناتولی- بلکه توسط عوامل فرهنگی، تاریخی، و اقتصادی تقویت می‌شود نیز اصرار دارند.
سرزمین آذربایجان در پی اشغال توسط ترک‌ها دچار یک دگرگونی قومی-زبانی عمیق شد. دلیل اصلی این پدیده جایگاه جغرافیایی آذربایجان بود که قبایل ترک که تازه از آسیای مرکزی به دلیل جنگ مقدس در سرحدات غربی قلمروی اسلام رسیده بودند در آن جمع شدند. آن‌ها از مسر استپ‌ها سفر کرده و به‌طور عشایری به صورت گسترده این سرزمین را دربرگرفتند، و مسیحیان مناطق کم ارتفاع مرطوب و جنگلی گرجستان مسیحی در غرب قفقاز و امپراتوری ترابزون جنوبی در برابر آنان مقاومت کردند. آذربایجان که در انتهای مسیر اصلی مهاجرت عشایر -در کنار حوضهٔ آبریز خشک جنوب البرز تا جنوب جنگل کاسپین- بود منطقه‌ای بود که تازه واردان می‌توانستند آن را در اختیار گرفته در آن غالب شوند. این فرایند طولانی و پیچیده بود. گرچه شکی وجود ندارد که گزارش شده از آغاز قرن هفتم پس از میلاد گروه‌های منزوی ترک در جنوب قفقاز ظاهر شده بوده‌اند، تازه در آغاز قرن یازدهم و دوازدهم میلادی/ پنجم و ششم هجری بود که نخستین سکنی گزیدن‌های گسترده به وقوع پیوست. این واقعه به‌طور خاص در استپ‌های شبه خشک شرق قفقاز جنوبی، شمال آذربایجان کنونی، در ایالات اران و مغان، ولی خارج از دولت کسرانیان شروان، که نسبتاً دست نخورده باقی ماند، به وقوع پیوست. ترکیزاسیون این مراکز شمالی سریع بود. حتی پیش از اشغال توسط مغول، در اران و مغان ترکمن‌ها «مثل مور و ملخ ازدحام کرده بودند.» مغان که جغرافیدانان عرب هنوز نام یک شهر دانسته می‌شد، در آغاز قرن هفتم هجری / سیزدهم میلادی به گفتهٔ ابن یاقوت منطقه‌ای بود که فقط روستاییان در آن دام‌های خود را چرا می‌دادند و ساکنینش منحصراً ترکمن بودند. در نیمهٔ دوم قرن سیزدهم به گفتهٔ قزوینی دیگر چیزی جز یک مسیر زمستانی برای عشایر ترکمن نبود. در این دوره ترکمن‌ها در غرب دریاچهٔ ارومیه یافت می‌شدند و برخی گروه‌ها در کردستان در منطقهٔ شهرازور یافت می‌شدند ولی به‌طور کلی در سرتاسر جنوب آذربایجان که اثر انباشت در کنار سرحدات هیچ اثری نداشت، تعداد شان اندک بود. در دورهٔ حملهٔ مغول، بیشتر نورسیده‌ها به آناتولی رسیده بودند ولی حضور تعدادی از گروه‌های جدید ترک‌ها یا معولان ترکیزه شده ئر جنوب آذربایجان در مناطق مراغه، خوی، پیرامون دریاچه ارومیه، و نیز جبال در مناطق قزوین و زنجان ذکر شده‌اند. به علاوه، پس از مرگ ابو سعید، ترک‌هایی که به آناتولی نقل مکان کرده بودند (جلایری و چوپانلو)، شروع کردند به ایران برگردند. این حرکت در دورهٔ قرا قویونلو و آق قویونلو ادامه یافت، و ترکیزاسیون زبانی تا آن زمان مطمئناً به حد پیشرفته‌ای توسعه یافت؛ ولی بی شک مرحلهٔ تعیین‌کننده در دورهٔ صفوی با اعلام تشیع به عنوان مذهب دولتی ایران بود، در شرایطی که دولت عثمانی مؤمن به تسنن باقی‌مانده بود. پروپاگاندای شیعی در بین عشایر واقع در بیرون مراکز شهری پیروی مذهب دولتی عشایر آناتولی را برانگیخت که به ایران برگردند. این مهاجرت در ۱۵۰۰ که شاه اسماعیل عشایر قزلباش را در منطقه ارزنجان جمع کرد، شروع شد. این جاذبه تا منطقهٔ آناتولی و سکونتگاه تکلو که به همراه ۱۵۰۰۰ شتر به‌طور جمعی نقش مهمی در ایران بعدتر بازی کردند، احساس شد. عشایر بی شک اکثریت این حرکت را تشکیل می‌دادند، گرچه شبه نمادها و حتی دهقانان را نیز تحت تأثیر قرار داد. در پایان قرن یازدهم هجری/شانزدهم میلادی، سازماندهی کنفدراسیون بزرگ شاهسون توسط شاه عباس اول ورود عظیم ترک‌ها به درون آذربایجان را تسریع کرد و این منطقه، به جز برخی جمعیت‌های منزوی تات زبان، در این دوره بی تردید ترک شده بود. از زمان شاه عباس تا نادر شاه، بسیاری از آذری‌ها به سوی شرق به خراسان منتقل شدند تا در برابر ازبکان از سرحدات نگهبانی کنند؛ ولی این اثر شایان توجهی بر یکجانشینی نهایی عشایر ترک ننهاد. در این دوره تا مناطق شرقی همچون ابهر نیز زبان آذری تکلم می‌شد. در زمان سفر اولیا چلبی در آذربایجان در ۱۶۴۵، ترکی که در تبریز مابین طبقات پایین رایج بود، در قزوین در کنار فارسی تکلم می‌شد.

### دوره سلجوقیان
در دوره‌ای که خلافت عباسی اقتدار خود را در آذربایجان تقریباً از دست داده بود حکومت‌های محلی سالاریان، ساجیان، راوندی و آل بویه بر آذربایجان حکومت می‌کردند. با آغاز قرن یازدهم میلادی، آذربایجان میزبان قبایل ترک آسیای مرکزی شد. نخستین دودمان ترک که وارد منطقه شد غزنویان بودند که از شمال افغانستان آمده و در سال ۱۰۳۰ میلادی آذربایجان را ضمیمه خاک خود کردند. پس از مدتی سلجوقیان جای غزنویان را در منطقه گرفتند. در زمان سلجوقیان اتابکان سلجوقی که تابع حکومت مرکزی بودند کنترل حکومت‌های محلی را در دست داشتند. در این زمان‌ها آذربایجان به یکی از مراکز مهم فرهنگی کشور تبدیل شد و بسیاری از افراد سرشناس کشور که بیشتر آن‌ها دانشمندان و صنعتگران مسلمان بودند به این منطقه آمدند.
ظهور خوارزمشاهیان در سال ۱۲۲۵ میلادی سبب انقراض حکومت اتابکان سلجوقی گردید.

### در دوران مغول‌ها و ایلخانان
پس از اشغال آذربایجان ایران توسط مغول‌ها آذربایجان مانند دیگر مناطق ایران ویران شد. پس از حمله مغولان، ایلخانان حکومت را بدست گرفتند. آن‌ها آذربایجان را به دلیل آب و هوای مساعدش و همچنین برای دوری از مناطق گرمسیری و نیمه‌گرمسیری که منجر به شکست آن‌ها می‌شد به پایتختی برگزیدند. پایتخت‌های ایلخانی به ترتیب مراغه (۱۲۶۵–۱۲۵۶ میلادی)، تبریز (۱۳۰۶–۱۲۶۵ میلادی) و سلطانیه (۱۳۳۵–۱۳۰۶ میلادی) بودند. در زمان ایلخانان آذربایجان مرفه گردید و توسعه یافت. همچنین در این دوران مهاجران ترک اغوز بیشتری در منطقه آذربایجان اسکان یافتند.

### دوره آق‌قویونلو و قراقویونلو
در سده پانزدهم میلادی نوادگان تیمور یعنی ترک‌های آق‌قویونلو و قراقویونلو بر منطقه آذربایجان حاکم شدند. از آنجا که آن‌ها رقیبان اصلی تیموریان بودند آذربایجان بارها توسط ترک‌ها فتح شده و خرابی‌های گسترده‌ای ببار آمد. اما در دوره‌ای از زمان به ویژه در دوره قراقویونلوها (۶۷–۱۴۳۸ میلادی) که تبریز پایتخت شد، برای مدتی صلح و رفاه بر آذربایجان حاکم گردید.
همچنین گروه‌های ترک‌زبان بسیاری که قصد پشتیبانی از خاندان صفوی را داشتند از مناطق دیاربکر، شام، ناحیه آناتولی و کرانه‌های دریای خزر به منطقه اردبیل که از مدت‌ها پیش از این به یکی از مهم‌ترین کانون‌های تحولات سیاسی منطقه تبدیل شده بود مهاجرت نمودند.

### دوران صفویان
حکومت صفویان در سال ۸۸۰ به رهبری شاه اسماعیل صفوی تأسیس شد. نخستین پایتخت صفویان شهر تبریز بود که بعدها بر اثر حمله عثمانی‌ها به شهر قزوین و پس از آن به اصفهان انتقال یافت. شاه اسماعیل صفوی یک ترک‌زبان محلی بود که در اردبیل متولد شده و دوران کودکی و نوجوانی خود را سپری کرده بود. او با تخلص «خطایی» همچنین یکی از مهم‌ترین شاعران شعر آذربایجانی نیز بحساب می‌آمد. در حالی که بیشتر مردم ایران پس از صفویان دارای مذهب سنی بودند، صفویان بیشتر مردم ایران را شیعه کرده و ایران را تحت این ایدئولوژی متحد کردند. صفویان نخستین حکومت ایرانی پس از اسلام بودند که توانستند تمام بخش‌های ایران را زیر یک پرچم درآورند و حدود مرزهای ایران را به حدود مرزهای پیش از اسلام این کشور درآورند. آن‌ها توانستند ایران را دوباره به عنوان یک قدرت منطقه‌ای مطرح سازند. قزل‌باشها نیروهای اصلی ارتش صفویان را تشکیل می‌دادند؛ این نیروها بیشتر متشکل از افراد ایلات آذربایجان و آناتولی شرقی بودند که برای حمایت از شاه اسماعیل به منطقه آذربایجان کوچ کرده بودند؛ شاه عباس بزرگ برخی از این ایلات را ادغام کرده و ایلی بنام شاهسون (دوستداران شاه) ایجاد کرد که هم‌اکنون در مناطق گوناگون آذربایجان مانند دشت مغان، اردبیل، نواحی خمسه و خرقان (واقع در میان زنجان و تهران) زندگی می‌کنند. در دوران صفویان آذربایجان دوره‌هایی از رفاه و دوره‌هایی از ویرانی را گذرانده‌است. در این دوران به ویژه در زمان زمامداری شاه اسماعیل به شهرهایی مانند اردبیل، تبریز و خوی توجه زیادی شد. خوی در آن دوران شهری آباد و پرجمعیت بوده‌است؛ سوداگری ونیزی دولت‌خانه خوی را کاخ یک اشکوبه‌ای و با تالارها و اتاق‌های به‌غایت باشکوه، مزین به پیکره‌ها و نقاشی‌های بسیار نفیس توصیف می‌کند. شهر تبریز نیز اهمیت اقتصادی خود را بازیافت و ابریشم خام سرزمین‌های شمال ایران از این راه به حلب و دمشق رفته و دیبای زربافت بصره و کفه یا کافا و تافته‌های زربافت کاشان و پرند یزدی در بازار تبریز مشتریان فراوانی داشت. اردبیل نیز به عنوان خاستگاه صفویان و با دارا بودن زیارتگاه صوفیان، از مهم‌ترین شهرهای معنوی صفویان بحساب می‌آمد و آن‌ها اهمیت زیادی برای دفاع از این شهر قائل بودند. همچنین یکی دیگر از دلایل رفاه آذربایجان در زمان صفویان قرار داشتن در راه استراتژیک تجاری میان ترابزون و دیگر مناطق ایران است. به دلیل قرار گرفتن در خط مقدم دو امپراتوری صفویان و عثمانی بارها ویران شد و در این میان لشکرکشی سلطان مراد چهارم عثمانی در سال ۱۶۳۵ میلادی که پس از فتح تبریز از آن خرابه‌ای بیش بجای نگذاشت یکی از مصیبت‌بارترین این حملات بود.

### تاریخ معاصر

#### انقلاب مشروطه
تبریز به دلیل شرکت مستقیم در جنگ‌های ایران و روسیه و همچنین ارتباط تجاری با روسیه و عثمانی، پیشتر از بسیاری از نواحی ایران نسبت به عقب‌ماندگی ایران به چاره‌جویی پرداخت. بدین سبب نخبگان آذربایجان با آمادگی نسبی و به صورت فعالی در وقایع انقلاب مشروطه ایران در سال‌های ۱۲۸۴ تا ۱۲۸۸ خورشیدی شرکت جست. در شهریور سال ۱۲۸۵، شورایی بنام انجمن تبریز با هدف برگزیدن وکلا برای فرستادن به مجلس تأسیس شد اما بزودی وظایف دیگری نیز مثل رسیدگی به امور محلی و رسیدگی به شکایات مردم به آن محول شدند. این انجمن به‌طور مستقیم و غیر مستقیم بر امور مجلس در تهران دخالت می‌کرد و نقش ناظر برای جلوگیری از بازگشت به شرایط استبدادی گذشته را داشت. برای مثال پس از جلوس محمدعلی میرزا به تخت پادشاهی در تهران، این انجمن از شاه درخواست کرد که کتباً تأیید کند که حکومت ایران یک حکومت تماماً مشروطه است. پس از اینکه شاه مخالفت خود را با مجلس با چاپ اعلامیه راه نجات و امیدواری ملت اعلام کرد، انجمن تبریز بلافاصله به انجمنهای ایالتی خراسان، کرمان، فارس و اصفهان تلگراف زد و در آن‌ها از شاه به عنوان خائن به کشور و ملت یاد کرد و ملتمسانه درخواست کرد که «همه برادران ایرانی قیام کنند و مجلس کبیر و قانون اساسی را حفاظت نمایند». سه روز پس از آن، شاه دستور بمباران مجلس را صادر کرد. وقتی اخبار بمباران مجلس کبیر به تبریز رسید، این انجمن بلافاصله نیروهای شبه نظامی‌ای را که ماه‌ها پیش برای چنین روزی آموزش دیده بودند، احضار کرد تا به استحکام موقعیت خود در بخشی از شهر برای مقاومت در برابر دولت بپردازند. شهر بلافاصله میان مشروطه‌طلبان و سلطنت‌طلبان تقسیم شد به‌طوری‌که محله‌های امیرخیز، مارالان و خیابان بدست مشروطه‌طلبان و بقیه شهر یعنی محله‌های سرخاب، دَوَه‌چی و شش‌کلان بدست سلطنت‌طلبان و محافظه‌کاران افتاد. شبه‌نظامیان مشروطه‌خواه آذری که در راس آن‌ها ستارخان و باقرخان قرار داشتند، نقش حیاتی را در جنبش مشروطه‌خواهی ایران ایفا کرده و تبریز را به یکی از اصلی‌ترین پایگاه‌های مقاومت علیه استبداد حکومت قاجار تبدیل کردند. در این دوران اوضاع تبریز بر اثر مقاومت در برابر نیروهای دولت مرکزی و نیروهای روس که به درخواست محمد علی شاه وارد صحنه شده بودند بسیار برآشفته بود. به نوشته کسروی در مدت یازده ماه یعنی از ۲۰ جمادی‌الاول ۱۳۲۶ ق تا هشتم ربیع‌الثانی ۱۳۲۷ ق مردم تبریز به سرکردگی ستارخان در مقابل بیش از سی هزار نیروی مهاجم به فرماندهی عین الدوله و صمد شجاع الدوله و شجاع نظام مرندی مقاومت کرد. گروهی از ایرانیان قفقاز نیز به مردم تبریز پیوستند و به مجاهدان قفقاز معروف شدند. علی مسیو از یاران حیدرخان عمواوغلی و یارانش هم دستهٔ مجاهدان تبریز را تشکیل دادند. همچنین مجاهدانی از دیگر شهرهای آذربایجان ایران نیز به ستارخان و دیگر مجاهدین تبریزی پیوستند؛ از جمله این مشروطه‌خواهان حاج باباخان اردبیلی بود که گروهی را در اردبیل با خود همراه کرده و به جمع آزادیخواهان و مشروطه‌طلبان تبریز پیوست.
همچنین بر اثر محاصره شهر تبریز توسط نیروهای دولتی و بسته شدن جاده تبریز-جلفا گرسنگی و قحطی شدیدی بر شهر حاکم شده بود و کار را بر آزادیخواهان سخت می‌کرد. در دوران محاصره همدلی شدیدی میان مشروطه‌خواهان سراسر ایران با مشروطه‌خواهان تبریزی وجود داشت چرا که شکست تبریز به معنای شکست آزادی بود. در تلگرافی که از طرف مشروطه‌خواهان تبریز به تهران ارسال شد نوشته شده بود:
| « | آذربایجانی بدبخت، به رغم مفتریات، نه شرارت‌طلب است و نه یاغی و نه دعوی سلطنت دارد، نه خیال استقلال و انفکاک. نه شور خون‌ریزی در سر دارد، نه هوای انتقام. در هر فرصتی به مدعیان خود و به تمام عالم اعلام کرده که مقصودِ مقدس و معشوقه گمشده وی، مشروطیت سلطنتِ ابد مدتِ ایران است و کعبه محبوب وی، دارالشورای ملی تهران، و قاضی عدل و حاکم رفیع همه اختلافات، همان کتاب مقدس قانون اساسی است. | » |

به نوشته ریچارد کاتم مقاومت تبریز ملی‌گرایان لیبرال ایرانی را در سراسر کشور نیرو بخشید و عامل کناره‌گیری محمد علی شاه شد.

#### نقش روشنفکران آذری در شکل‌گیری ملی‌گرایی امروزی ایران
آذری‌ها به ویژه با آغاز نهضت مشروطه، جزو نخستین بنیان‌گذاران ملی‌گرایی ایرانی بودند. میرزا فتحعلی آخوندزاده، که زاده شهر نوخه در خانات شکی و بخشی از سرزمین ایران قاجاری و جمهوری آذربایجان کنونی است، از جمله پیشگامان ناسیونالیسم ایرانی در دوران معاصر ایران بحاسب می‌آید. در دوران جنگ جهانی اول، نظریه پان‌ترکیسم بر روی مناطق ترک‌زبان ایران، قفقاز و آسیای میانه تمرکز کرد. هدف اصلی آن‌ها تشویق این جمعیت به جدایی از نهادهای سیاسی‌ای که جزو آن بودند و پیوستن به «میهن پانترکی» جدید بود. این فشارها باعث شد که در میان مردم آذربایجان، که مخالف نیت پانترکیست‌ها بودند گروهی کوچک از روشنفکران آذری به قویترین طرفداران تمامیت ارضی ایران تبدیل شوند. پس از انقلاب مشروطه، بسیاری از دمکرات‌های آذری در واکنش به سیاست‌های توسعه‌طلبانه پانترکیسم و تهدید تمامیت ارضی ایران، ملی‌گرایی اتخاذ کردند. در این زمان بود که ایران‌گرایی و همگن‌سازی زبانی به عنوان یک سیاست دفاعی در برابر دیگران آغاز گردید. برخلاف آنچه بنظر می‌آید آذری‌های ایران اصلی‌ترین ابداع‌کنندگان این ملی‌گرایی دفاعی بودند. آن‌ها دریافته بودند که حفظ تمامیت ارضی ایران نخستین قدم بسوی جامعه‌ای امن و بر مبنای قانون خواهد بود. در این چارچوب، آن‌ها وفاداری سیاسی خود را از وابستگی‌های قومی و منطقه‌ای خود مهم‌تر شمردند. اتخاذ این سیاست‌های ملی راه را برای ظهور ملی‌گرایی فرهنگی این گروه قومی هموار ساخت.

#### جنگ جهانی دوم و مداخله شوروی در آذربایجان
در سال ۱۳۲۴، در حالی که نیروهای شوروی، آذربایجان را اشغال کرده بودند، حکومت خودمختار آذربایجان به تصمیم رهبران اتحاد جماهیر شوروی تشکیل شد. این حکومت به سرکردگی سید جعفر پیشه‌وری اداره می‌شد و حدود یک سال بر بیشتر مناطق آذربایجان ایران حکمرانی کرد و سرانجام حکومت شوروی که به علت عدم پشتیبانی مردم از تجزیه‌طلبان به آینده این فرقه امیدی نداشت در پی فشارهایی که از سوی دولت ترومن بدان وارد شد و همچنین امتیازاتی که از دولت ایران گرفت (که بعدها به تصویب مجلس ایران نرسید) مجبور به ترک منطقه آذربایجان شد. تخلیه آذربایجان از نیروهای اشغالگر شوروی، اعزام ارتش ایران به منطقه و مبارزه گسترده مردم آذربایجان با اعضای فرقه سبب درهم شکستن این حکومت و فرار اعضای اصلی آن به شوروی گردید.

#### مهاجرت آذری‌های ایران به آذربایجان شوروی
در دهه ۱۲۳۰ ه‍.خ تعداد زیادی از آذری‌های ایران به امید یافتن شغل در منطقه تازه توسعه یافته آذربایجان قفقاز به امپراتوری روسیه مهاجرت کردند. در ۱۲۴۶ ه‍.خ حدود ۱۴۰۰۰ نفر در شهر قوبا مشغول کار بوده‌اند. یک گزارش در سال ۱۲۶۵ ه‍.خ از اوضاع این گروه مهاجر نشان می‌دهد که بیشتر این ایرانیان با اهالی محلی ازدواج کرده و در روستاها و دهکده‌های اطراف این شهر مستقر شده بودند. فرزندان این گروه مهاجر قاعدتاً آسمیله شده و جذب جمعیت اطراف خود شده بودند.
در اواخر قرن نوزدهم به دلیل شکوفایی صنایع نفتی باکو، این شهر به مقصد جدیدی برای مهاجران ایرانی آذری تبدیل شد. در اوایل قرن بیستم این مهاجران حدود %۵۰ کل کارکنان صنایع نفتی باکو را تشکیل می‌دادند.

#### در دوران جمهوری اسلامی

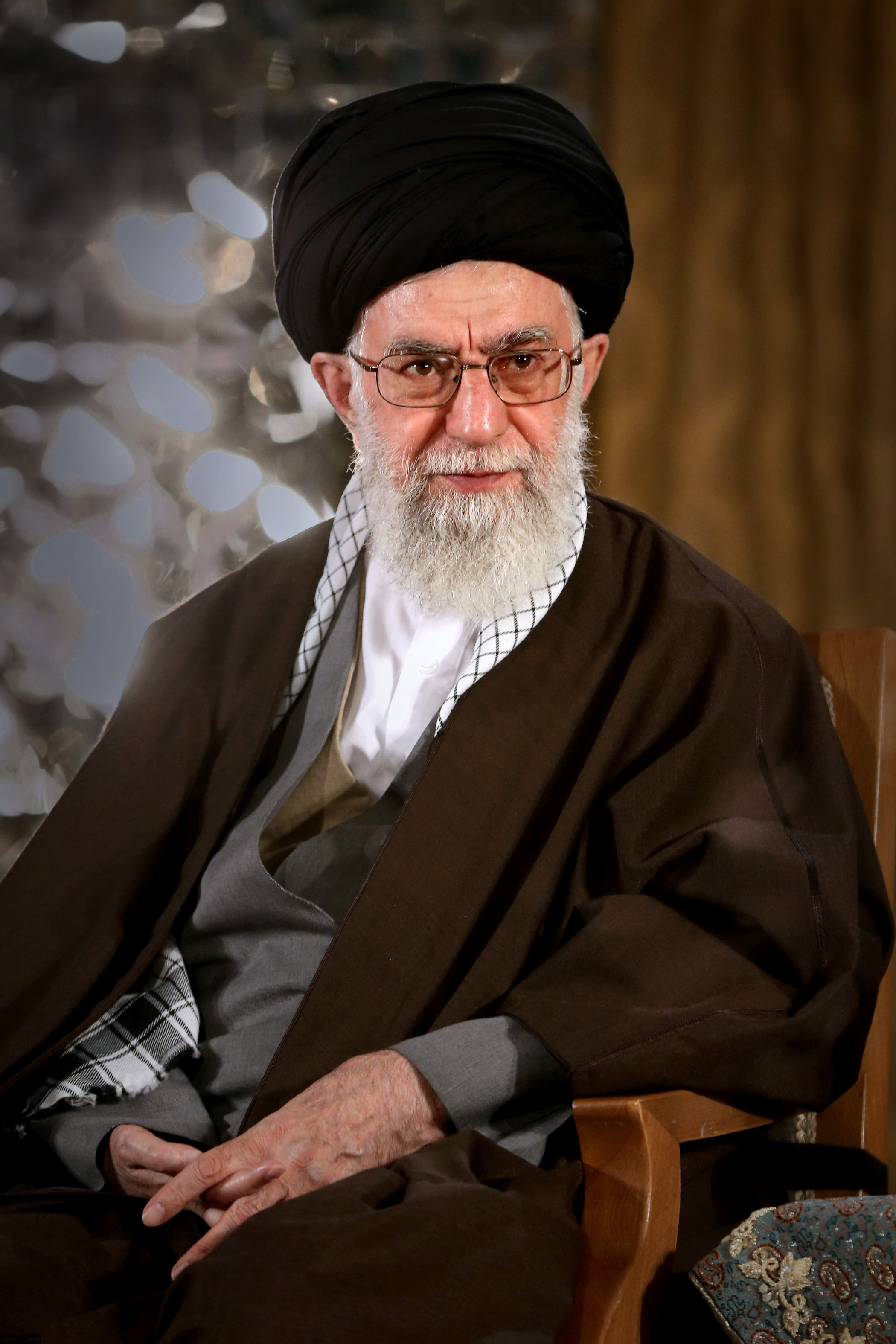
رهبری جمهوری اسلامی ایران، سید علی خامنه ای

پس از انقلاب اسلامی در سال ۱۳۵۷ ایدئولوژی ملی‌گرایی جای خود را به ایدئولوژی دینی، به عنوان عامل وحدت داد. تعداد زیادی از آذری‌ها به مقامات ارشد جمهوری اسلامی تبدیل شدند و از جمله آن‌ها می‌توان به سید علی خامنه‌ای، علی مشکینی، مهندس مهدی بازرگان و مهندس میرحسین موسوی اشاره کرد.
هم‌اکنون آذری‌ها از مهم‌ترین تولیدکنندگان صنعتی و کشاورزی ایران بحساب می‌آیند. آذربایجان از نظر میزان تولید محصولات کشاورزی به استثنای برنج مقام نخست را در ایران دارد. تبریز مرکز مهم صنعت اتومبیل‌سازی، ماشین‌سازی و تراکتورسازی ایران است و با دارا بودن پالایشگاه نفت، بخش عمده سوخت استان‌های غربی کشور را فراهم می‌آورد. بازرگانان آذری در تبدیل کردن بازار تهران به یک مرکز مهم تجاری نقش مهمی ایفا کرده و هم‌اکنون نیز دارای نفوذ بسیاری در بازار تهران هستند.

#### از دید حقوق اقلیت‌ها
گروه بین‌المللی حقوق اقلیت‌ها به عنوان سازمانی مردم نهاد که با حفظ حقوق اقلیت‌ها فعالیت می‌کند؛ وضعیت مردم آذری در ایران معاصر را چنین بازگو می‌کند:
| « | با وجود داشتن سابقه بیانات سیاسی در اواسط دهه ۱۹۰۰ میلادی، اما آذری‌ها تمایل دارند توسط دولت مرکزی ایران شناسایی شوند. تعدادی از آذری‌ها در حوادث منجر به انقلاب مشروطه، جبههٔ ملی و انقلاب ۱۳۵۷ نقش چشمگیری داشته‌اند. دارای هویت شیعه مشترک، مشارکت وسیع در اقتصاد ایران، حضور بسیاری از آذری‌ها در تهران در درجه اول به دنبال نفوذ در سیاست ایران هستند تا فراخوانی استقلال. نارضایتی مداوم خود را در برابر دولت در درجه اول برای برخی از حقوق زبانی و فرهنگی خود در شهرهایی نظیر تبریز و ارومیه ابراز داشته‌اند. در طول سال‌های گذشته، درگیری با نیروهای امنیتی یا تلاش برای خودمختاری نداشته‌اند. نمایندگی رهبر ایران در استان آذربایجان شرقی؛ آیت الله مجتهد شبستری اعلام کرد: تنها جمهوری آذربایجان می‌تواند به ایران ملحق شود. | » |

## ژنتیک
مردم آذری احتمالاً از قبایل باستان ایرانی، مانند مادها هستند.
برای بررسی تنوع ملکولی mtDNA در جمعیت آذری‌های ایران، ۱۳۳ نمونه فرد آذری که در نقاط مختلف منطقه آذربایجان (ایران) ساکن بودند انتخاب گردیدند. خون این افراد برای تخلیص mtDNA جمع‌آوری گردید و mtDNA تخلیص شده با استفاده از روش PCR-RFLP مورد مطالعه قرار گرفت. ۱۴ هاپلوگروپ مورد شناسائی قرار گرفت که ۸۲٪ آنها از هاپلوگروپ‌های اختصاصی اروپائی بودند. هاپلوگروپ H شایع‌ترین هاپلوگروپ بود و ۷۹ هاپلوتیپ نیز مشخص شدند. در این مطالعه جمعیت آذری‌های ایران یک جمعیت نامتجانس مشاهده گردیدند که تمامی هاپلوگروپ‌های آسیائی، اروپائی و آفریقائی در آنها مشاهده گردید. مقایسه هاپلوگروپ‌های مطالعه حاضر با جمعیت‌های دیگر نشان دهنده تشابه بسیار جمعیت آذری ایران با سایر جمعیت‌های ایرانی بود
تحقیقات ژنتیکی نشان می‌دهند که عموم اقوام و گروه‌های جمعیتی ایرانی که در ایران امروزی (و حتی فراتر از مرزهای سیاسی فعلی ایران) ساکن هستند، علیرغم اینکه دارای تفاوتهای جزئی فرهنگی هستند و حتی گاه به زبان‌های مختلف هم تکلم می‌کنند، دارای ریشه ژنتیکی مشترکی هستند و این ریشه مشترک به جمعیتی اولیه که در حدود ده تا یازده هزار سال پیش در قسمتهای جنوب غربی فلات ایران ساکن بوده بر می‌گردد.
ارتباط ژنتیکی قوی بین کردها و آذری‌های ایران وجود دارد، آزمایش‌های ژنتیکی صورت گرفته تفاوت معنی داری بین این جمعیت‌ها و سایر اقوام عمده ایران نشان نداد. با توجه به نتایج فعلی، به نظر می‌رسد کردهای امروزی و آذری‌های ایران متعلق به یک ریشه ژنتیکی مشترک هستند.

## حضور در جامعه

### در عرصه سیاست
در دوره بعد از انقلاب ۱۳۵۷ ایران؛ آذری‌ها نقشی فعال در زمینه سیاست داخلی و خارجی ایران ایفا کرده‌اند و پست‌های کلیدی و مهمی از این کشور را در دست داشته‌اند. پس از انقلاب، مهندس بازرگان نخستین کابینه را تحت عنوان دولت موقت تشکیل داد. در پست ریاست جمهوری، علی خامنه‌ای دو دوره پیاپی در طول جنگ ایران و عراق توانست به عنوان نخستین آذربایجانی باشد که اداره دومین پست کلیدی کشور را بر عهده می‌گیرد و بعد از وی تنها آذری که توانست به ریاست جمهوری ایران نزدیک شود، میرحسین موسوی آخرین نخست‌وزیر ایران که هشت سال این پست را در طول جنگ بر عهده داشت، رهبری ایران نیز بعد از درگذشت امام خمینی بلافاصله بر عهده علی خامنه‌ای، رئیس‌جمهور سابق کشور گذاشته شد تا وی تاکنون شخص اول ایران باشد. همچنین علی مشکینی از بدو بنیان‌گذاری مجلس خبرگان رهبری از سال ۱۳۶۱ تا پایان عمرش سال ۱۳۸۶ ریاست این مجلس را بر عهده داشت.
هزاران نفر از آذری‌ها در طول جنگ ایران و عراق به صورت داوطلبانه همچون دیگر ایرانیان به جنگ رفتند که مردم اردبیل پس از اصفهان بیشترین تعداد تلفات و کشته را در جنگ دادند. ۳۱ دسامبر ۱۹۸۹ اهالی قلمرو جمهوری خودمختار نخجوان کنونی در مرز ایران و شوروی مرزها را شکسته و هزاران نفرشان با عبور از رودخانه ارس پس از دهه‌ها دوری برای اولین بار خواهان اتحاد با هموطنان خود در ایران شدند. که بعدها الهام علییف رئیس‌جمهوری آذربایجان، این روز را تعطیل رسمی اعلام کرده و روز همبستگی آذربایجانی‌های جهان نامید.
از جمله آذری‌هایی که در حال حاضر سمت استانداری را در کابینه روحانی برعهده دارند، جمشید انصاری (استاندار زنجان)، قربانعلی سعادت (استاندار آذربایجان غربی)، مجید خدابخش (استاندار اردبیل)، اسماعیل جبارزاده (استاندار آذربایجان شرقی) و سید حسین هاشمی (استاندار تهران) و آذری‌های دولت روحانی در بین وزراء حمید چیت چیان (وزیر نیرو) و محمدرضا نعمت‌زاده (وزیر صنعت، معدن و تجارت) می‌باشند. شهیندخت مولاوردی نیز معاون رئیس‌جمهور ایران در امور زنان و خانواده است. از جمله نمایندگان کنونی مجلس شورای اسلامی که پُست‌های مهم و کلیدی را در مجلس بر عهده دارند می‌توان از ارسلان فتحی پور از حوزه انتخابیه کلیبر، آذربایجان شرقی رئیس کمیسیون اقتصادی مجلس شورای اسلامی، رضا رحمانی از حوزه انتخابیه تبریز، آذربایجان شرقی رئیس کمیسیون صنایع و معادن مجلس شورای اسلامی، علی اکبر آقایی مغانجویی از حوزه انتخابیه سلماس، آذربایجان غربی رئیس کمیسیون عمران مجلس شورای اسلامی و محمدعلی پورمختار از حوزه انتخابیه بهار و کبودرآهنگ، استان همدان رئیس کمیسیون اصل نود قانون اساسی مجلس شورای اسلامی می‌باشند.

## مردم‌شناسی

### جمعیت

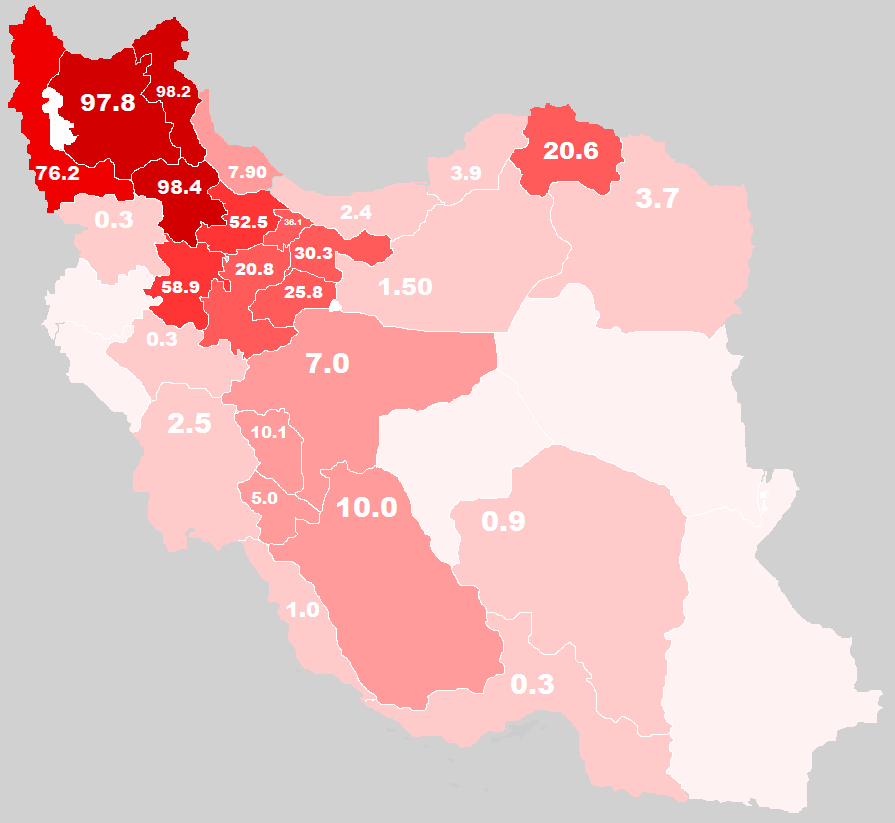
درصد جمعیت آذری‌ها، قشقایی‌ها، تُرک‌ها و تُرکمن‌ها در استان‌های ایران

| ردیف | دانشنامه، سازمان و گروه                                        | جمعیت (به میلیون) | %     | منبع   |
| ۱    | دانشنامه ایرانیکا                                              | ۱۶                | —     | [ ۶۱ ] |
| ۲    | دانشنامه بریتانیکا                                             | ۱۵                | —     | [ ۶۲ ] |
| ۳    | اتنولوگ                                                        | ۱۵٫۵              | —     | [ ۶۳ ] |
| ۴    | آژانس اطلاعات مرکزی آمریکا (سیا)                               | —                 | ۱۶    |        |
| ۵    | دانشنامه جهانی اقلیت‌ها و مردم بومی                             | ۱۶                | ۲۴    | [ ۴۶ ] |
| ۶    | بنیاد آمریکای نوین                                             | —                 | ۲۱٫۶  | [ ۶۴ ] |
| ۷    | اطلاعات‌نامه جهان                                               | —                 | ۲۴    | [ ۶۵ ] |
| ۸    | اطلاعات‌نامه جهان                                               | —                 | ۱۶    | [ ۶۶ ] |
| ۹    | دانشنامه لوک‌لکس                                                | ۱۲                | ۱۷    | [ ۵ ]  |
| ۱۰   | کتابخانه ملی کنگره ایالات متحده آمریکا (بخش تحقیقات فدرال)     | —                 | ۲۱٫۲۵ | [ ۶۷ ] |
| ۱۱   | کتابخانه ملی کنگره ایالات متحده آمریکا (مطالعه یک کشور: ایران) | —                 | ۱۶    | [ ۶۸ ] |

### توزیع جغرافیایی
آذری‌های ایران بیش‌تر در شمال‌غرب کشور و استان‌های زنجان، اردبیل، آذربایجان شرقی  و آذربایجان غربی ساکن‌اند.
شماری از آذری‌ها نیز در استان‌های کردستان (شهرستان‌های قروه و بیجار)، قزوین، همدان (که به‌طور عمده در شمال استان و در شهرستان‌های رزن، بهار، کبودرآهنگ، فامنین، همچنین در شمال، شرق، شمال غربی و جنوب شهرستان همدان، نواحی از تویسرکان، روستاهای اسدآباد، اقلیت قابل توجه در شهر همدان)، گیلان (شهرستان‌های آستارا، طوالش)، مازندران (شهرستان گلوگاه)، کرمانشاه (شهرستان سنقر)، گلستان (شهرستان گنبد کاووس) و مرکزی (کمیجان، خنداب، روستاهای شهرستان‌های ساوه، شازند، اراک، زرندیه و فراهان) زندگی می‌کنند. آذری‌های ایران همچنین تعداد قابل توجهی ترک‌زبان را در شهرهای تهران، کرج، خراسان(مشهد) و قم تشکیل می‌دهند.
آذری‌ها پس از فارسی‌زبانان، بزرگ‌ترین گروه قومی در شهر و استان تهران هستند. آنان بیش از %۲۵ جمعیت شهر تهران و %۳۰/۳ تا %۳۳ جمعیت استان تهران را تشکیل می‌دهند.
| پراکندگی جمعیت مردم آذری بر حسب استان | پراکندگی جمعیت مردم آذری بر حسب استان | پراکندگی جمعیت مردم آذری بر حسب استان | پراکندگی جمعیت مردم آذری بر حسب استان | پراکندگی جمعیت مردم آذری بر حسب استان |
| ------------------------------------- | ------------------------------------- | ------------------------------------- | ------------------------------------- | ------------------------------------- |
| قومیت                                 | قومیت                                 |                                       | درصد                                  | درصد                                  |
| تهران                                 | تهران                                 |                                       | ۲۶٫۵۳٪                                | ۲۶٫۵۳٪                                |
| آذربایجان شرقی                        | آذربایجان شرقی                        |                                       | ۲۵٫۲۷٪                                | ۲۵٫۲۷٪                                |
| آذربایجان غربی                        | آذربایجان غربی                        |                                       | ۱۴٫۳۳٪                                | ۱۴٫۳۳٪                                |
| اردبیل                                | اردبیل                                |                                       | ۸٫۳۱٪                                 | ۸٫۳۱٪                                 |
| زنجان                                 | زنجان                                 |                                       | ۶٫۹۴٪                                 | ۶٫۹۴٪                                 |
| سایر                                  | سایر                                  |                                       | ۱۸٫۶۲٪                                | ۱۸٫۶۲٪                                |

نگارخانه‌ای از مهم‌ترین و بزرگ‌ترین شهرهای آذری‌نشین ایران

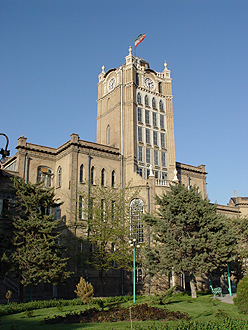
کاخ شهرداری تبریز
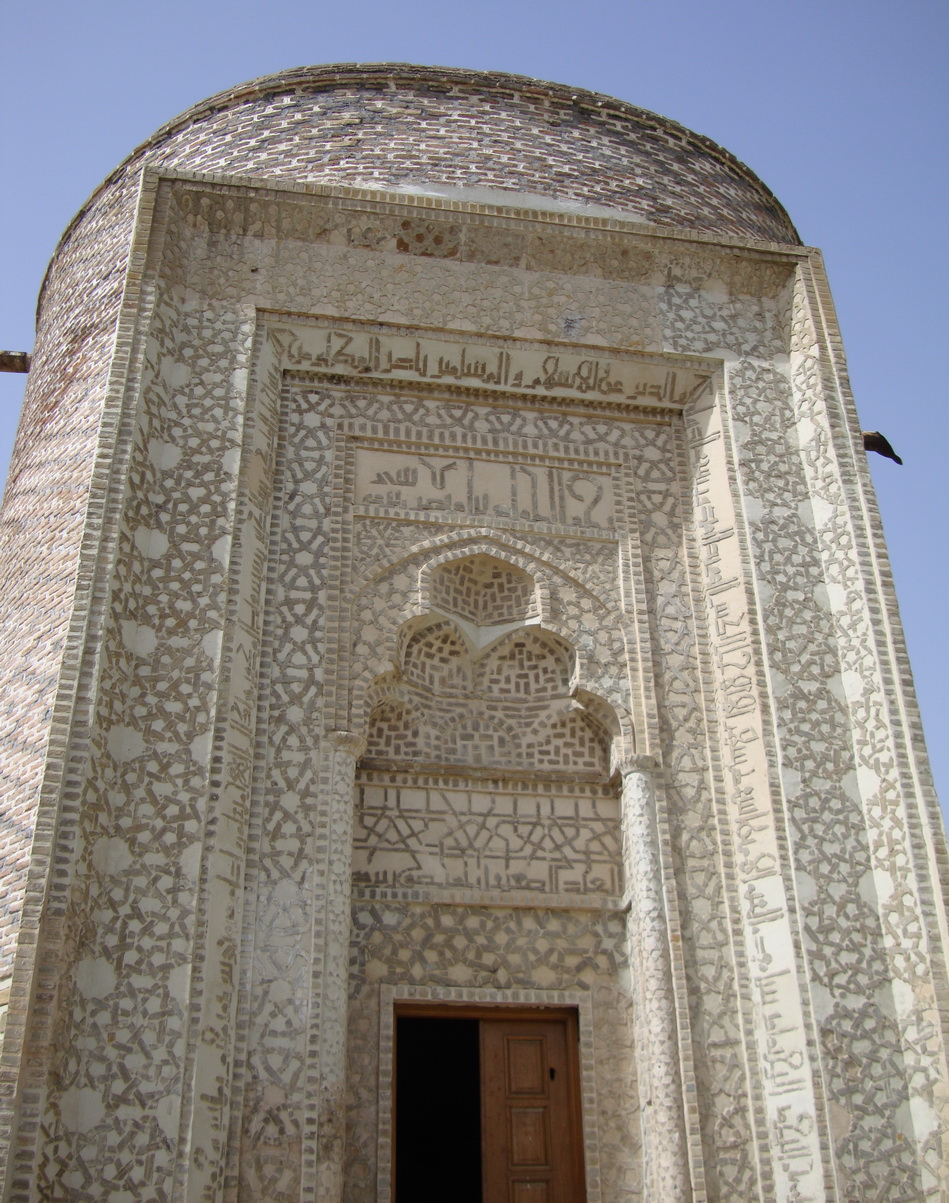
برج سه گنبد ارومیه
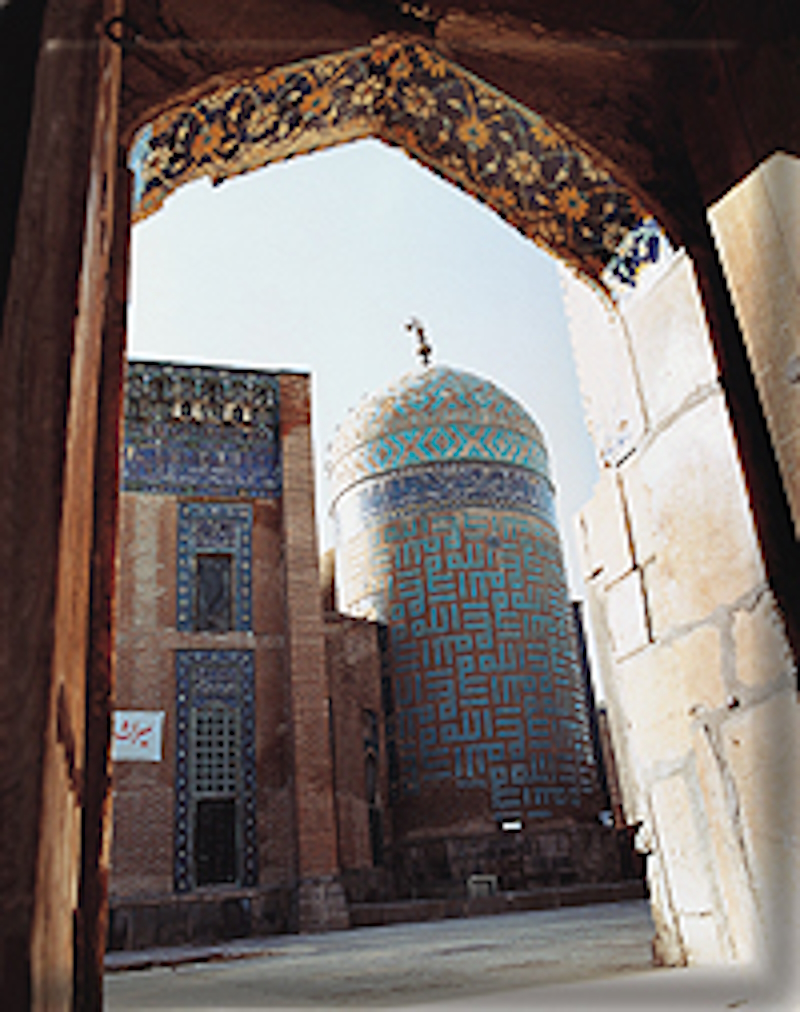
بقعه شیخ صفی‌الدین اردبیلی
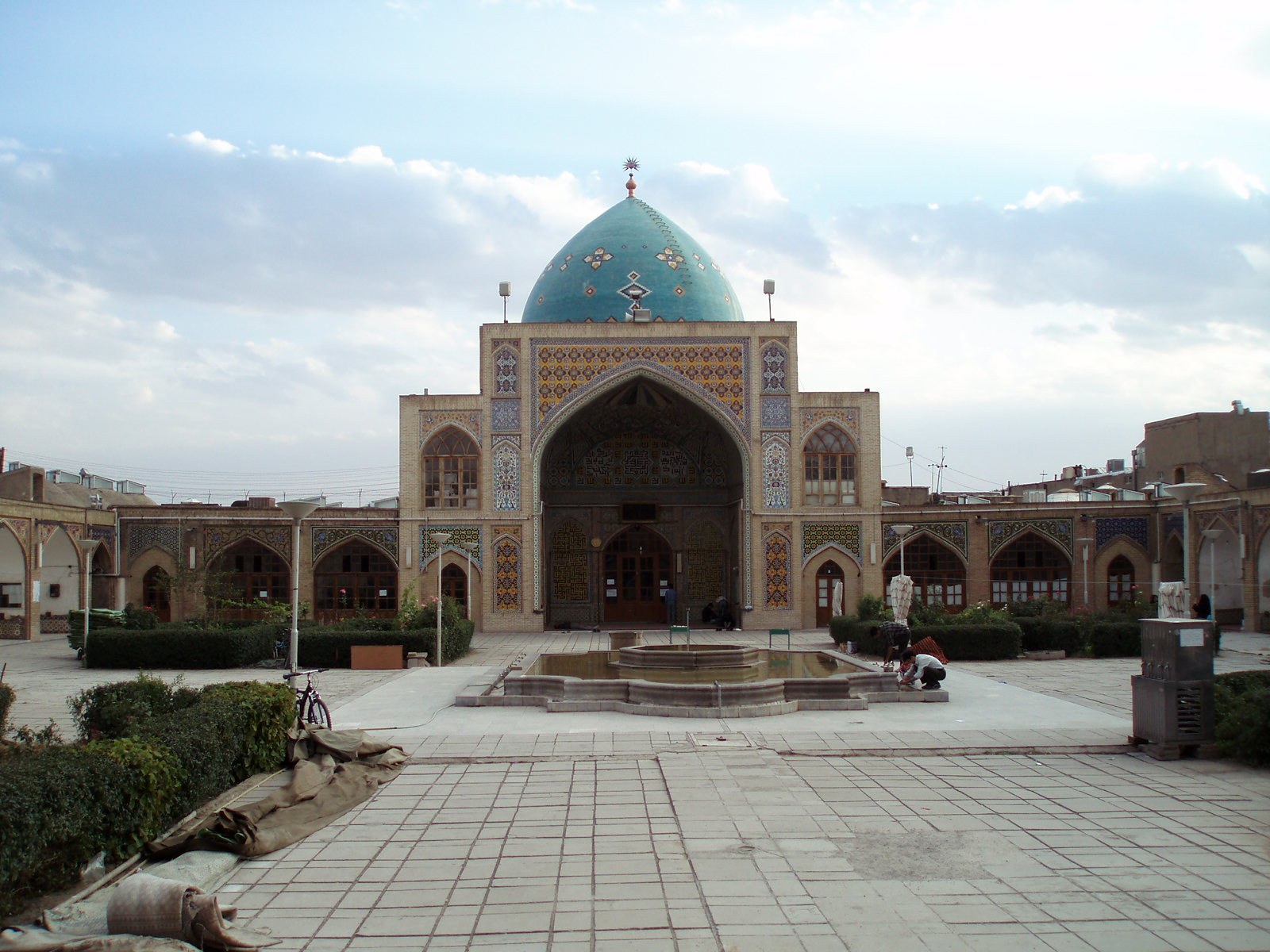
مسجد جامع زنجان
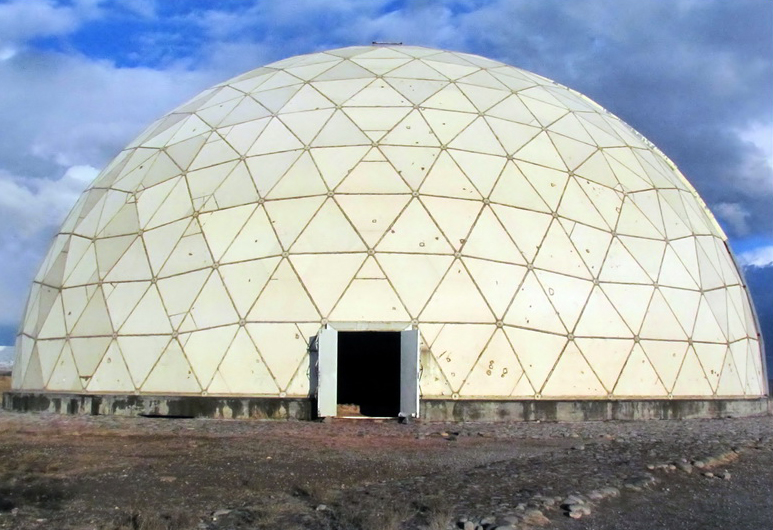
رصدخانه مراغه
آرامگاه شمس تبریزی در خوی
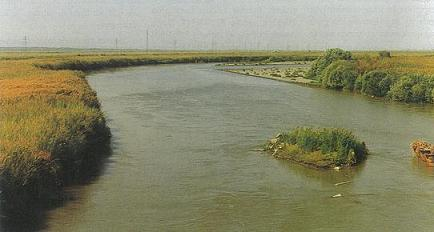
رودخانه ارس
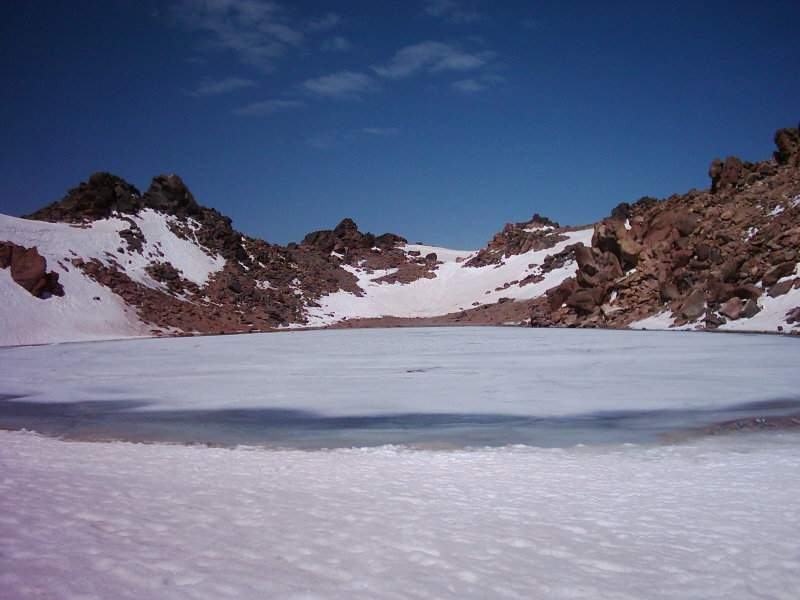
سبلان

### خارج از وطن

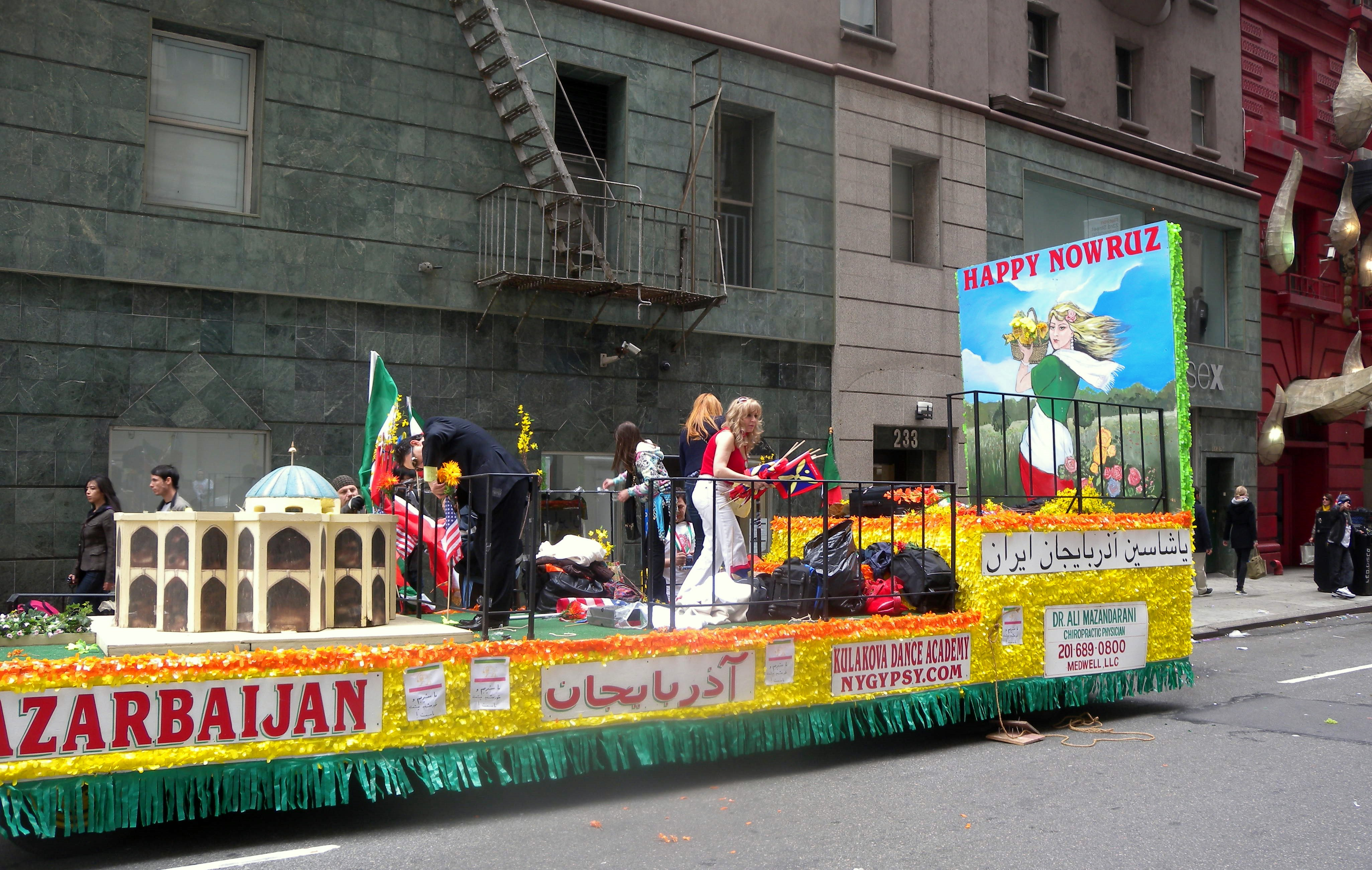
رژه گروه آذری‌های ایران در رژه سالیانه نوروز در نیویورک آمریکا.

جمعیت قابل ملاحظه‌ای از ایرانیان آذری به صورت مهاجر، کوچیده و پناهنده در دیگر کشورهای خارجی سکونت می‌کنند؛ که مهم‌ترین کشورهای هدف آذری‌ها؛ ترکیه، جمهوری آذربایجان، آمریکا، کانادا می‌باشد. امروزه حدود ۵۳۰٬۰۰۰ نفر در ترکیه، ۲۴۸٬۰۰۰ نفر در جمهوری آذربایجان، و جوامعی قابل توجه در آمریکا ۴۰٬۴۰۰ و حدود ۵۰٬۰۰۰ الی ۶۰٬۰۰۰ نفر کانادا زندگی می‌کنند. علاوه بر این؛ آذری‌ها به همراه دیگر ایرانیان به اروپا نیز مهاجرت کرده‌اند، که امروزی جوامعی کوچک از آنان در فرانسه، آلمان و بریتانیا زندگی می‌کنند. آذری‌های ایرانی در دوران بلشویک توسط شوروی به قزاقستان تبعید شدند که امروزه شهر مرکه مهم‌ترین شهر آذری‌های ایرانی در این کشور می‌باشد.

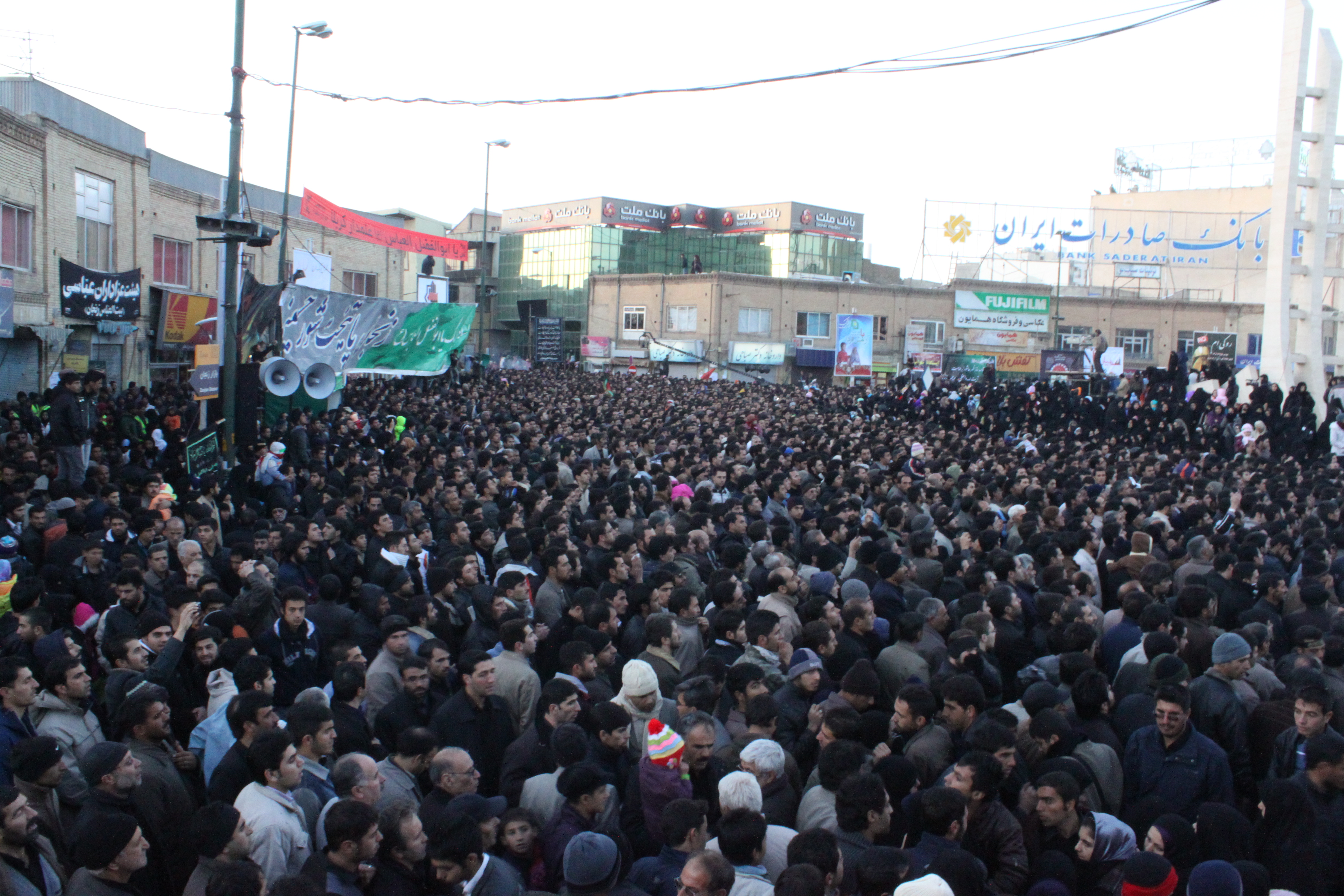
عزاداران حسینیه اعظم زنجان از معروف‌ترین عزاداران حسینی ایران

### زبان و قومیت
زبان آذری‌های ایران، ترکی آذربایجانی و زبان باستانی آنان، آذری بوده که از خانوادهٔ زبان‌های ایرانی است. زبان ترکی آذربایجانی از شاخه زبان‌های اغوز که در بین ایرانیان آذری به کار گرفته می‌شود، علاوه بر خود زبان، شامل چند گویش نظیر ترکی افشاری، شاهسونی، سنقری، آینالو می‌باشد. زبان و قومیت ایرانیان آذری، علاوه بر آذری‌ها شامل ایلات و عشایر زیرگروهش مانند ایل افشار، ایل بیات، ایل بهارلو، شاهسونی، شاهسون‌ها، ایل قره‌پاپاق، ایل قراگوزلو، ایل قاجار، قره‌داغی‌ها می‌باشند.

### دین
آذری‌های ایران از لحاظ دینی وابسته به اسلام و شیعه دوازده امامی می‌باشند.دسته‌جات عزاداری حسینیه اعظم زنجان، تبریز، ارومیه و اردبیل از مشهورترین سوگواری‌های اهل بیت در بین ایرانیان آذری در ماه محرم به‌شمار می‌رود. همچنین مراسمی چون طشت‌گذاری، شبیه خوانی، شاه‌حسین‌گویان، سینه‌زنی و زنجیرزنی از آداب و رسوم رایج در بین‌شان می‌باشد، مرثیه، نوحه و روضه به زبان ترکی گفته می‌شود. آیین‌های عزاداری بازار تاریخی تبریز نیز ثبت ملی شده‌است. با این حال اقلیتی در حدود ۲۰۰٬۰۰۰ نفر از بین ترکان آذربایجان را مسلمانان سنی مذهب (حنفی و شافعی) تشکیل می‌دهند که در حوالی شهرستان ارومیه سکونت دارند. عده‌ای سنی حنفی نیز در شهرستان بیله‌سوار زندگی می‌کنند. علاوه بر این، پیروانی از اهل حق در میاندوآب، ایلخچی و علوی مذهب‌هایی در ماکو پراکنده هستند.

## فرهنگ

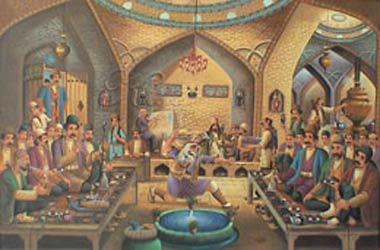
قهوه‌خانه عاشیقلار

### ادبیات

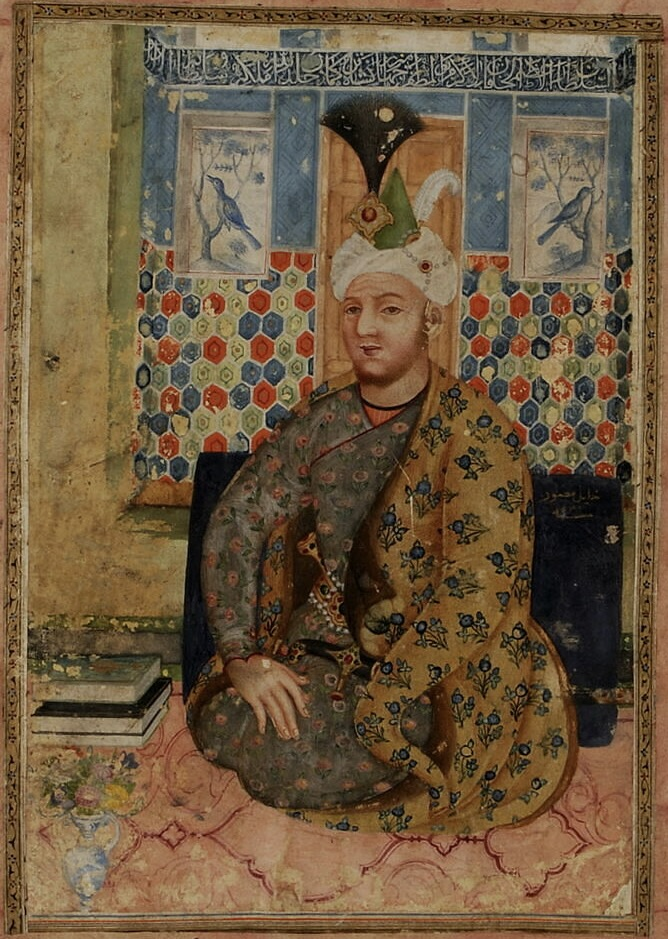
جهانشاه قراقویونلو فرمانروای مقتدر قراقویونلو با تخلص حقیقی از شاعران نامی عصر کلاسیک ادبیات آذربایجانی می‌باشد.

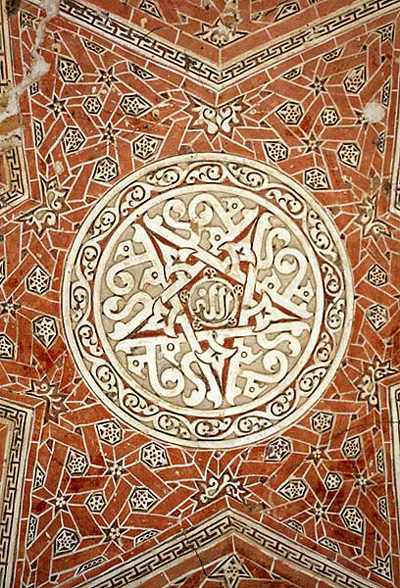
نمای داخلی گنبد سلطانیه از مشهورترین معماری‌های ایرانی به شیوه آذری

اولین شکل شناخته شده در ادبیات آذربایجانی مربوط به شیخ عزالدین پورحسن اسفراینی که یک دیوان شامل غزل فارسی و ترکی آذربایجانی سروده‌بود. غزل‌های ترکی آذربایجانی خود را تحت نام حسن‌اوغلو ثبت کرده‌است. در قرن چهاردهم میلادی آذربایجان، قفقاز و بخش‌های غربی ایران تحت سلطه حکومت‌های قره قویونلو و آق قویونلو بود. در دوران این حکومت‌ها شاعری چون جهانشاه قراقویونلو با تخلص حقیقی نخستین آثار ترکی آذربایجانی را در آن دوران از خود به جا گذاشته‌اند. پس از معرفی سبک دیوان ادبیات و غزل، عمادالدین نسیمی در قرن ۱۵اُم، شاعران مشهور آذری چون شاه اسماعیل خطایی ادبیات آذربایجانی را گسترش دادند.
سبک شاعران آذربایجانی در ادامه قره ۱۶اُم به سمت عاشیق‌ها رفت و قرن شانزدهم پس از تثبیت سیطره سلسله صفوی بر ایران قویاً توسعه یافت؛ و شاه اسماعیل یکم با تخلص خطایی و بعد با پیدایش "سبک گوشماً فرزند شاه اسماعیل، شاه تهماسب و بعدتر شاه عباس دوم نیز در گسترش ادبیات آذربایجانی کوشید.قوسی تبریزی از شاعران مشهور آذربایجانی‌زبان دو نسخه از دیوان ترکی آذربایجانی از وی به جا مانده‌است و صائب تبریزی شاعر تبریزی‌تبار اهل اصفهان نیز از معروف‌ترین شاعران عصر کلاسیک می‌باشند که هفده غزل به زبان ترکی آذربایجانی سروده‌است.
دوران عصر مدرن ادبیات آذربایجانی مصادف بود با اواخر حکمرانی سلسله صفویه بر ایران که آن زمان موجب پیشرفت ادبیات در دوران کلاسیک شده‌بود؛ که پس از آن ملا پناه واقف و خسته قاسم از آخرین شاعران مشهور عهد صفویان به‌شمار می‌رفت. در دوران زندیه با حدود ۳۴ سال و افشاریان با بیش از ۶۰ سال حکمرانی، که حکومت هر دو دودمان به بیش از صد سال نینجامید، ادبیات آذربایجانی از رونق دوران صفویان برخوردار نبود و شاید بتوان از میان شاعران، نویسندگان، مترجمان، نمایش‌نامه‌نویسان تیلیم خان، حیران خانم، فاضل‌خان شیدا، عبدالرزاق دنبلی را از نامی‌ترین هنرمندان آن عصر آذربایجانی‌های ایران قلمداد کرد.
با آغاز قدرت و حکمرانی قاجارها بر ایران ادبیات آذربایجانی رونق گرفت در آن دوران علاوه بر آذربایجان و دیگر نقاط آذری‌نشین ایران که شاعران، هنرمندان، نویسندگان، نمایش‌نامه‌نویسان، طنزپردازان، مترجمان بسیاری از آن خطه بلند شدند که می‌توان به میرزا فتحعلی آخوندزاده، ثمین باغچه‌بان، جبار باغچه‌بان، سید محمدحسین شهریار، میرزا ابراهیموف، محمدباقر خلخالی، ابراهیم ذکری اردبیلی، امیرخسرو دارایی، بهار شروانی، بهشتی تبریزی،
بیضای اردبیلی، حبیب ساهر، سید باقر حری، عباسقلی یحیوی، علی فطرت، علی‌اکبر پاکزاد، غازی بوزقورت، معجز شبستری، میرجلال پاشایف، یوسف کلانتری، رضا بهاری، میرزا احمد پرغم تبریزی و… را می‌توان اشاره کرد.
ادبیات آذربایجانی در عصر معاصر که مصادف با انحلال دودمان قاجار و آغاز حکمرانی رضاخان بود، به سستی گرایید، که دلایل مهمی چون یکسان‌سازی فرهنگی در ایران معاصر می‌تواند مزید بر علت باشد؛ ولی پس از انقلاب ایران همچنان آموزش زبان ترکی آذربایجانی ممنوع می‌باشد ولی مجوز چاپ و نشر به زبان ترکی آذربایجانی داده می‌شود. با این حال می‌توان به هنرمندانی در نیم قرن اخیر در زمینه شعر، نویسندگی، نمایش‌نامه‌نویسی و… نظیر صمد بهرنگی، دده کاتیب، دخیل مراغه‌ای، رحیم منزوی اردبیلی، سعید سلماسی، عارف اردبیلی، علی تبریزلی، کریمی مراغه‌ای، یحیی شیدا، یدالله مفتون امینی، ناصر منظوری، علی ناظم، و… را می‌توان اشاره کرد.
دده قورقود، کوراوغلو، اصلی و کرم و حیدربابایه سلام جزء ادبیات فاخر آذربایجانی به‌شمار می‌روند.

### ادبیات شفاهی
ادبیات شفاهی مردم آذربایجان به قسمتی از ادبیات مردم آذربایجانی، باورهای عامه، افسانه‌ها، داستان‌ها، موسیقی، ضرب‌المثل‌ها و رسوم‌های دهان به دهان یا سینه به سینه یا نسل به نسل از نسل‌های گذشته بجا مانده گفته می‌شود. بایاتی از رایج‌ترین فرم شعر فولکلوریک یا همان ادبیات شفاهی مردم آذری محسوب می‌شود.

### معماری
شیوه معماری آذری، سبکی در معماری ایرانی پس از اسلام، منسوب به آذربایجان مقارن با دورهٔ حکومت ایلخانان بر ایران است؛ که آثاری فاخر از این شیوه معماری در ایران و کشورهای همسایه برجای مانده‌است، از مهم‌ترین شیوه‌های معماری آذری منسوب به شهرهای ایرانیان آذری می‌توان از گنبد سلطانیه و ارگ تبریز نام برد.

### هنر

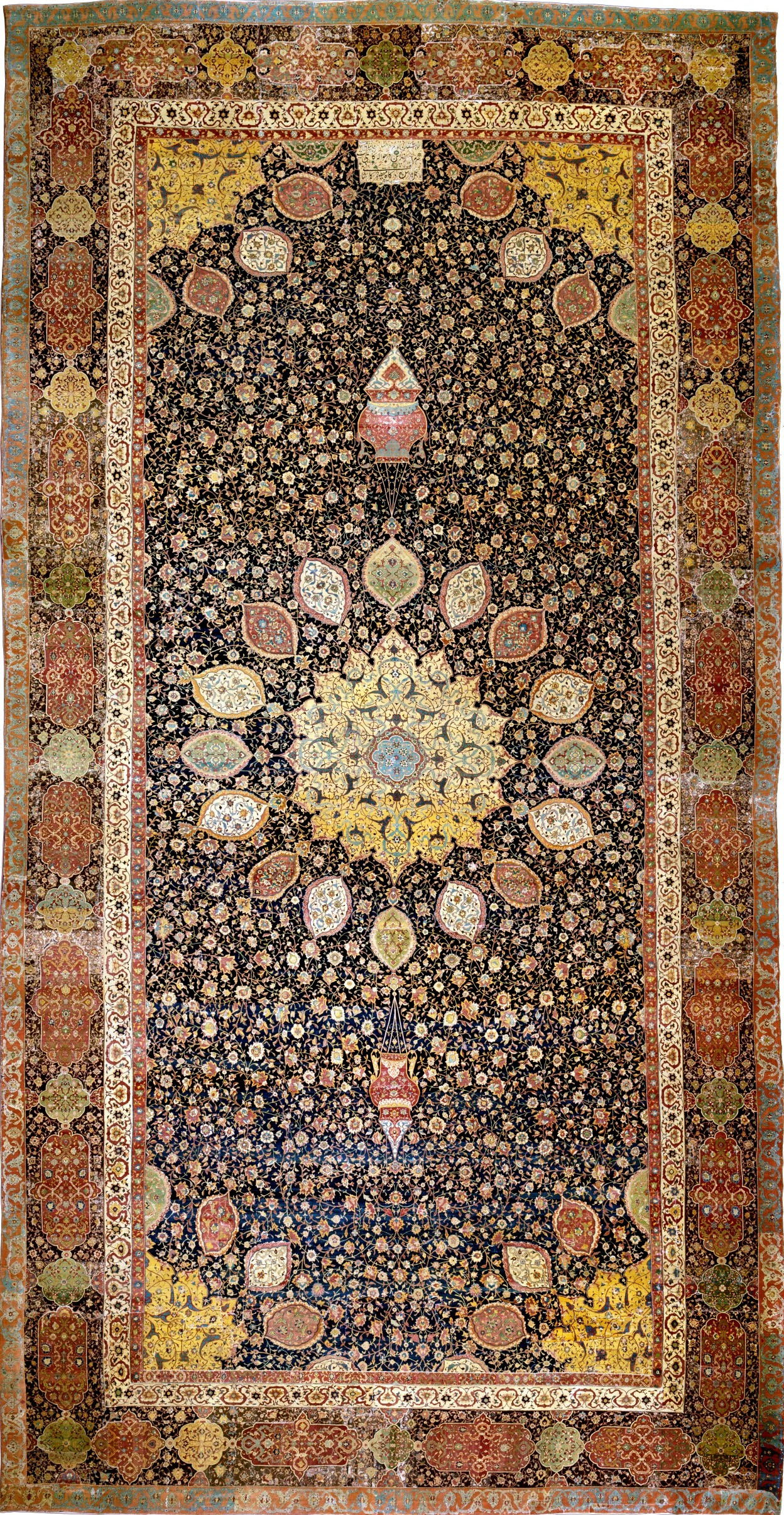
قالی اردبیل از بهترین و نفیس‌ترین قالی‌های ایرانی

هنر آذربایجانی جزء غنی‌ترین هنرهای ایرانی که در میان مردم آذری رایج می‌باشد، گفته می‌شود. هنر آذربایجانی در طول تاریخ ایران توسعه یافته‌است. آذربایجانی‌ها، دارای فرهنگ غنی و متمایز، که یک بخش عمده‌ای از هنر تزئینی و کاربردی را ایجاد کرده‌است. این شکل از هنر ریشه در دوران باستان دارد که طیف گسترده‌ای از صنایع دستی، مانند طلا و جواهر، حکاکی فلز، قالی‌بافی، قلاب‌دوزی، خوشنویسی و نگارگری نشان داده شده‌است.

### لباس

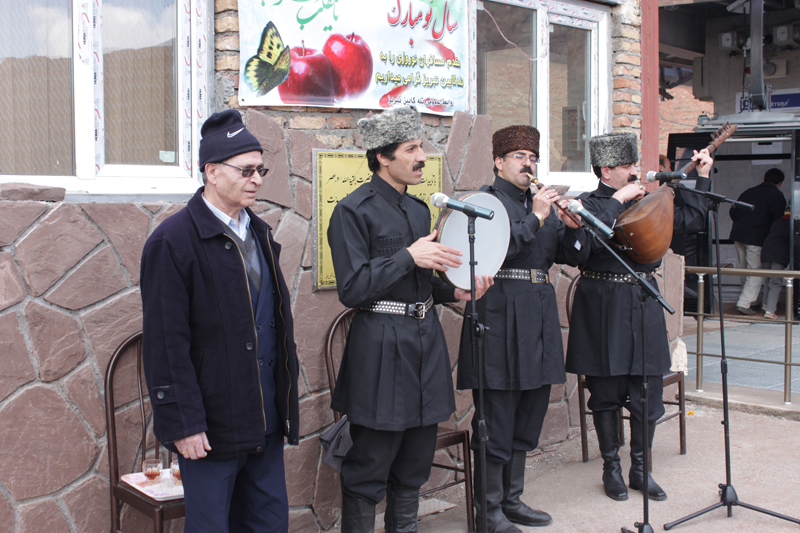
عاشیق‌ها با لباس آذربایجانی در مراسم عید نوروز در حال اجرای موسیقی آذربایجانی

لباس آذربایجانی یا لباس سنتی آذربایجانی که از فرایندهای طولانی فرهنگ، دین و… مردم آذری پدید آمده‌است؛ و از نشانه‌های خاص آذری‌ها می‌باشد.

### موسیقی
موسیقی آذربایجانی به موسیقی سنتی مردمان آذربایجانی اطلاق می‌شود. هنرمندان آذربایجانی با خلاقیت خود، موسیقی منحصربه‌فردی را می‌آفرینند. کسانی که این نوع موسیقی را به‌همراه سروده‌های خود بهزبان ترکی آذربایجانی می‌خوانند، عاشیق خوانده می‌شوند. عاشیق‌ها در وصف آذربایجان و دلاوری‌های بزرگان آن، در مراسم جشن و عزاداری، سروده‌های زیبایی را به‌همراه موسیقی آذربایجانی می‌خوانند و مورد توجه مردم قرار می‌گیرند. از مهم‌ترین گونه‌های موسیقی آذربایجانی می‌توان به موسیقی میخانه‌ای، هنر اجرای آذربایجانی تار، بالابان، ناقارا، باغلاما و گارمان اشاره کرد.
«عاشیق»، در آذربایجان (هم در ایران و هم در جمهوری آذربایجان)، شاعر و نوازنده‌ای است که همراه با ساز آواز خود را اجرا می‌کند. عاشیق‌ها از دوران قبل از اسلام در بین مردمان ترک‌تبار وجود داشته‌اند. عنوان قدیمی عاشیق‌ها «اوزان» است. علاوه بر قهوه‌خانه‌ها، عاشیق‌ها در عروسی و دیگر مراسم نیز اجرا می‌کنند. از داستان‌های حماسی که عاشیق‌ها نقل می‌کنند، می‌توان به کوراوغلو، و از داستان‌های عاشقانه می‌توان به اصلی و کرم اشاره کرد.

### تئاتر
تئاتر آذربایجانی عنصر خلاقیت و از هنرهای مردم آذری به‌شمار می‌رود. تئاتر ملی آذربایجانی در نیمه دوم قرن ۱۹اُم، بر اساس یک کمدی توسط میرزا فتحعلی آخوندزاده، اولین نمایشنامه نویس، متفکر برجسته و فیلسوف آذربایجانی سرچشمه گرفته بود. از دیرباز معروف‌ترین گروه‌های تئاتر در تبریز اجرا می‌شده‌است. امروزه سرشناس‌ترین گروه‌های هنری تئاتر آذربایجانی متعلق به گروه هنری بابک توسط بابک نهرین انجام می‌گیرد. آرشین مال آلان از مهم‌ترین گونه‌های تئاتر آذربایجانی است که در ایران اجرا شده‌است.

### رقص
رقص‌های آذربایجانی، رقص فولکلور، قدیمی و ملودیک آذری‌ها است؛ که در انواع گوناگون توسط رقاص‌های مرد و زن در مجالس و جشنواره‌های گوناگونی چون عروسی در میان آذربایجانی‌های ایران رواج دارد.

### آشپزی

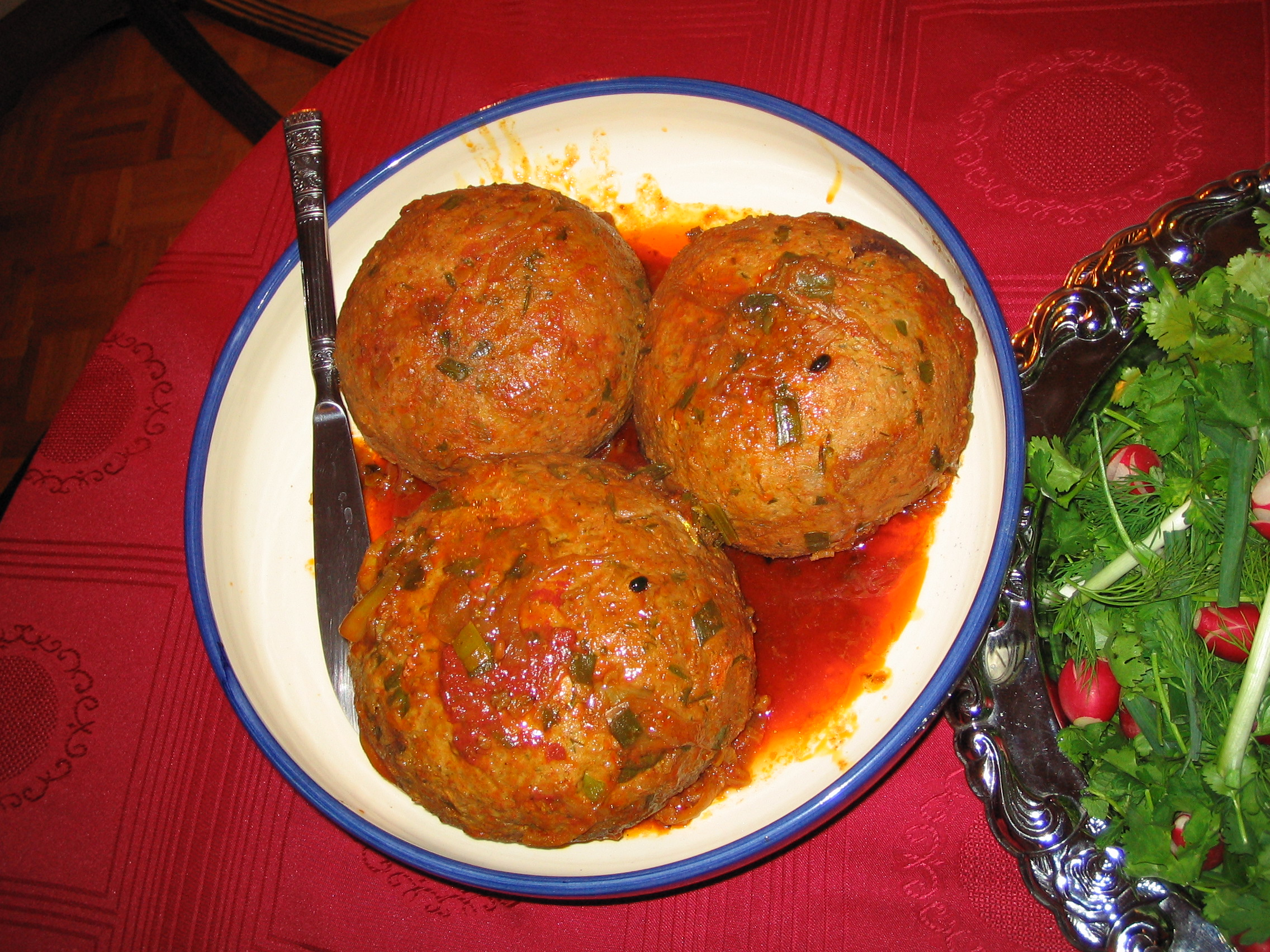
کوفته تبریزی از غذاهای مشهور آذربایجانی

در آشپزی آذربایجانی غذاهایی چون کوفته تبریزی، قورمه سبزی، بیچاق قیمه، دلمه، پیتی، انواع خورش، کله‌پاچه، باسترما، کباب، کباب چنجه، تخم‌مرغ سیب‌زمینی، قابلی، خورش آذربایجان، جئز بئز، کباب مخصوص بناب، خورش هویج، دیگر خوراک‌ها و چاشنی‌هایی نظیر آش‌های تبریزی، خشیل، دویمه نج، باسلوق، قرابیه، نوقا، راحت‌الحلقوم، ترخینه، باقلوا، رشته‌ختایی، باقلا پخته، قورقا، اریس، نخود پخته و آش دوغ رایج است.

## سرشناسان
فرح‌دیبا
آیت‌الله‌سیّد‌علی‌خامنه‌ای
میرحسین‌موسوی
آیت‌الله‌مشکینی
مسعود پزشکیان
سعید جلیلی
زهرا امیرابراهیمی
علی دایی
رضا رشیدپور
گوگوش
داریوش
رامبد جوان
هایده
رضا گلزار
امیر تتلو
مهدی باکری
حمید باکری
جواد فکوری